# 5 cuộc thi sắc đẹp nam giới quốc tế lớn
5 cuộc thi sắc đẹp nam giới quốc tế lớn chỉ năm cuộc thi sắc đẹp dành cho nam giới có uy tín nhất hành tinh, bao gồm: Manhunt International, Nam vương Thế giới, Nam vương Quốc tế, Nam vương Toàn cầu, Nam vương Siêu quốc gia.

## 5 cuộc thi sắc đẹp nam giới quốc tế lớn (Big 5)

### Các nam vương qua thời gian
| Năm  | Manhunt International                 | Nam vương Thế giới                | Nam vương Quốc tế                                         | Nam vương Toàn cầu                                                            | Nam vương Siêu quốc gia       |
| ---- | ------------------------------------- | --------------------------------- | --------------------------------------------------------- | ----------------------------------------------------------------------------- | ----------------------------- |
| 2025 | Adonis Renaud Pháp                    | TBA                               | TBA                                                       | TBA                                                                           | Lavigne Swann Pháp            |
| 2024 | Kevin Aphisittinun Len Dasom Thái Lan | Danny Mejia Puerto Rico           | Nwajagu Chinemerem Samuel Nigeria                         | Daumier Corilla Philippines                                                   | Fezile Mkhize Nam Phi         |
| 2023 | Không có cuộc thi                     | Không có cuộc thi                 | Kim Goodburn Thái Lan                                     | Jason Bretfelean Ấn Độ                                                        | Ivan Alvarez Tây Ban Nha      |
| 2022 | Lochlan "Lochie" Carey · Úc           | Không có cuộc thi                 | Emmanuel "Manu" Franco · Cộng hòa Dominica                | Juan Carlos Ariosa · Cuba                                                     | Luis Daniel Gálvez · Cuba ·   |
| 2021 | Không có cuộc thi                     | Không có cuộc thi                 | Không có cuộc thi                                         | Danh Chiếu Linh (Tiếp quản) · Việt Nam Miguel Angel Lucas (Từ bỏ) Tây Ban Nha | Varo Vargas · Peru ·          |
| 2020 | Paul Luzineau · Hà Lan                | Không có cuộc thi                 | Không có cuộc thi                                         | Không có cuộc thi                                                             | Không có cuộc thi             |
| 2019 | Không có cuộc thi                     | Jack Heslewood · Anh              | Trịnh Văn Bảo · Việt Nam                                  | Jongwoo Kim · Hàn Quốc ·                                                      | Nate Crnkovich · Hoa Kỳ       |
| 2018 | Vicent Llorach González · Tây Ban Nha | Không có cuộc thi                 | Seung Hwan Lee · Hàn Quốc ·                               | Dario Duque · Hoa Kỳ                                                          | Prathamesh Maulingkar · Ấn Độ |
| 2017 | Trương Ngọc Tình · Việt Nam ·         | Không có cuộc thi                 | Không có cuộc thi                                         | Pedro Gicca · Brasil ·                                                        | Gabriel Correa · Venezuela    |
| 2016 | Patrik Sjöö · Thụy Điển               | Rohit Khandelwal · Ấn Độ          | Paul Iskandar · Liban                                     | Tomáš Martinka · Cộng hoà Séc                                                 | Diego Garcy · Mexico          |
| 2015 | Không có cuộc thi                     | Không có cuộc thi                 | Pedro Mendes · Thụy Sĩ                                    | Nguyễn Văn Sơn · Việt Nam                                                     | Không có cuộc thi             |
| 2014 | Không có cuộc thi                     | Nicklas Pedersen · Đan Mạch       | Neil Perez · Philippines                                  | Myat Thuya Lwin · Myanmar                                                     | Không có cuộc thi             |
| 2013 | Không có cuộc thi                     | Không có cuộc thi                 | José Anmer Paredes · Venezuela                            | Không có cuộc thi                                                             | Không có cuộc thi             |
| 2012 | June Macasaet · Philippines           | Francisco Escobar · Colombia      | Ron Teh (Tiếp quản) Singapore Ali Hammoud (Từ bỏ) · Liban | Không có cuộc thi                                                             | Không có cuộc thi             |
| 2011 | Chen Jiang Feng · Trung Quốc          | Không có cuộc thi                 | Cesar Curti · Brasil                                      | Không có cuộc thi                                                             | Không có cuộc thi             |
| 2010 | Peter Meňky · Slovakia                | Kamal Ibrahim · Ireland           | Ryan Terry · Anh Quốc                                     | Không có cuộc thi                                                             | Không có cuộc thi             |
| 2009 | Không có cuộc thi                     | Không có cuộc thi                 | Bruno Kettels · Bolivia                                   | Không có cuộc thi                                                             | Không có cuộc thi             |
| 2008 | Abdelmoumen El Maghraouy · Maroc      | Không có cuộc thi                 | Ngô Tiến Đoàn · Việt Nam                                  | Không có cuộc thi                                                             | Không có cuộc thi             |
| 2007 | Jeffrey Zheng Yu Guang · Trung Quốc   | Juan García Postigo · Tây Ban Nha | Alan Bianco Martini · Brasil                              | Không có cuộc thi                                                             | Không có cuộc thi             |
| 2006 | Jaime Augusto Mayol · Hoa Kỳ          | Không có cuộc thi                 | Wissam Hanna · Liban                                      | Không có cuộc thi                                                             | Không có cuộc thi             |
| 2005 | Tolgahan Sayışman · Thổ Nhĩ Kỳ        | Không có cuộc thi                 | Không có cuộc thi                                         | Không có cuộc thi                                                             | Không có cuộc thi             |
| 2003 | Không có cuộc thi                     | Gustavo Gianetti · Brasil         | Không có cuộc thi                                         | Không có cuộc thi                                                             | Không có cuộc thi             |
| 2002 | Fabrice Wattez · Pháp                 | Không có cuộc thi                 | Không có cuộc thi                                         | Không có cuộc thi                                                             | Không có cuộc thi             |
| 2001 | Rajeev Singh · Ấn Độ                  | Không có cuộc thi                 | Không có cuộc thi                                         | Không có cuộc thi                                                             | Không có cuộc thi             |
| 2000 | Brett Wilson · Úc                     | Ignacio Kliche · Uruguay          | Không có cuộc thi                                         | Không có cuộc thi                                                             | Không có cuộc thi             |
| 1999 | Ernesto Calzadilla · Venezuela        | Không có cuộc thi                 | Không có cuộc thi                                         | Không có cuộc thi                                                             | Không có cuộc thi             |
| 1998 | Peter Eriksen · Thụy Điển             | Sandro Finoglio · Venezuela       | Không có cuộc thi                                         | Không có cuộc thi                                                             | Không có cuộc thi             |
| 1997 | Jason Erceg · New Zealand             | Không có cuộc thi                 | Không có cuộc thi                                         | Không có cuộc thi                                                             | Không có cuộc thi             |
| 1996 | Không có cuộc thi                     | Tom Nuyens · Bỉ                   | Không có cuộc thi                                         | Không có cuộc thi                                                             | Không có cuộc thi             |
| 1995 | Albe Geldenhuys · Nam Phi             | Không có cuộc thi                 | Không có cuộc thi                                         | Không có cuộc thi                                                             | Không có cuộc thi             |
| 1994 | Nikos Papadakis · Hy Lạp              | Không có cuộc thi                 | Không có cuộc thi                                         | Không có cuộc thi                                                             | Không có cuộc thi             |
| 1993 | Thomas Sasse · Đức                    | Không có cuộc thi                 | Không có cuộc thi                                         | Không có cuộc thi                                                             | Không có cuộc thi             |

### Các quốc gia có thành tích tốt nhất tại các cuộc thi
| Quốc gia/Vùng lãnh thổ | Manhunt International | Nam vương Thế giới | Nam vương Quốc tế    | Nam vương Toàn cầu | Nam vương Siêu quốc gia | Tổng số lần |
| ---------------------- | --------------------- | ------------------ | -------------------- | ------------------ | ----------------------- | ----------- |
| Việt Nam               | 1 (2017)              |                    | 2 (2008, 2019)       | 2 (2015, 2021)     |                         | 5           |
| Venezuela              | 1 (1999)              | 1 (1998)           | 1 (2013)             |                    | 1 (2017)                | 4           |
| Tây Ban Nha            | 1 (2018)              | 1 (2007)           |                      | 1 (2021)           | 1 (2023)                | 4           |
| Ấn Độ                  | 1 (2001)              | 1 (2016)           |                      | 1 (2023)           | 1 (2018)                | 4           |
| Brasil                 |                       | 1 (2003)           | 2 (2007, 2011)       | 1 (2017)           |                         | 4           |
| Pháp                   | 2 (2002, 2025)        |                    |                      |                    | 1 (2025)                | 3           |
| Hoa Kỳ                 | 1 (2006)              |                    |                      | 1 (2018)           | 1 (2019)                | 3           |
| Liban                  |                       |                    | 3 (2006, 2012, 2016) |                    |                         | 3           |
| Philippines            | 1 (2012)              |                    | 1 (2014)             | 1 (2024)           |                         | 3           |

### Đại diện Việt Nam tại các cuộc thi
Chú thích
- : Đăng quang Manhunt International
- : Đăng quang Nam vương Thế giới
- : Đăng quang Nam vương Quốc tế
- : Đăng quang Nam vương Toàn cầu
- : Đăng quang Nam vương Siêu quốc gia
- : Á vương
- : Lọt top

| Năm  | Manhunt International      | Nam vương Thế giới       | Nam vương Quốc tế         | Nam vương Toàn cầu         | Nam vương Siêu quốc gia  |
| ---- | -------------------------- | ------------------------ | ------------------------- | -------------------------- | ------------------------ |
| 2025 | Nguyễn Vũ Linh Á vương 4   | TBA                      | TBA                       | TBA                        | Nguyễn Minh Khắc Top 10  |
| 2024 | Huỳnh Võ Hoàng Sơn         | Phạm Tuấn Ngọc Á vương 1 | Nguyễn Mạnh Lân Á vương 1 | Cao Quốc Thắng             | Đỗ Quang Tuyển Top 10    |
| 2023 | Không có cuộc thi          | Không có cuộc thi        | Phạm Minh Quyền           | Lê Hữu Đạt Á vương 4       | ×                        |
| 2022 | Trần Mạnh Kiên Á vương 3   | Không có cuộc thi        | ×                         | Thạch Kiêm Mara Top 15     | Bùi Xuân Đạt Top 10      |
| 2021 | Không có cuộc thi          | Không có cuộc thi        | Không có cuộc thi         | Danh Chiếu Linh Nam vương  | ×                        |
| 2020 | Phạm Đình Lĩnh Top 16      | Không có cuộc thi        | Không có cuộc thi         | Không có cuộc thi          | Không có cuộc thi        |
| 2019 | Không có cuộc thi          | ×                        | Trịnh Văn Bảo Nam vương   | Nguyễn Hùng Cường Top 16   | Trần Mạnh Khang Top 20   |
| 2018 | Mai Tuấn Anh Á vương 4     | Không có cuộc thi        | Trần Minh Trung Top 5     | Mạc Trung Kiên Top 16      | Lần đầu tham dự năm 2019 |
| 2017 | Trương Ngọc Tình Nam vương | Không có cuộc thi        | Không có cuộc thi         | Nguyễn Văn Thuận Á vương 4 | Lần đầu tham dự năm 2019 |
| 2016 | Vũ Hoàng Tuấn              | ×                        | Nguyễn Tiến Đạt Top 6     | Nguyễn Phúc Vĩnh Cường     | Lần đầu tham dự năm 2019 |
| 2015 | Không có cuộc thi          | Không có cuộc thi        | ×                         | Nguyễn Văn Sơn Nam vương   | Cuộc thi chưa tổ chức    |
| 2014 | Không có cuộc thi          | ×                        | ×                         | Nguyễn Hữu Vi Á vương 3    | Cuộc thi chưa tổ chức    |
| 2012 | Nguyễn Quang Huân          | Trương Nam Thành Top 10  | Đỗ Bá Đạt                 | Cuộc thi chưa tổ chức      | Cuộc thi chưa tổ chức    |
| 2011 | Trương Nam Thành Á vương 3 | Không có cuộc thi        | Lê Khôi Nguyên Á vương 3  | Cuộc thi chưa tổ chức      | Cuộc thi chưa tổ chức    |
| 2010 | Hoàng Gia Ngọc             | ×                        | ×                         | Cuộc thi chưa tổ chức      | Cuộc thi chưa tổ chức    |
| 2009 | Không có cuộc thi          | Không có cuộc thi        | Lê Xuân Vĩnh Thụy Top 15  | Cuộc thi chưa tổ chức      | Cuộc thi chưa tổ chức    |
| 2008 | Nguyễn Văn Thịnh           | Không có cuộc thi        | Ngô Tiến Đoàn Nam vương   | Cuộc thi chưa tổ chức      | Cuộc thi chưa tổ chức    |
| 2007 | Ngô Tiến Đoàn Top 17       | Hồ Đức Vĩnh              | Lần đầu tham dự năm 2008  | Cuộc thi chưa tổ chức      | Cuộc thi chưa tổ chức    |
| 2006 | Lê Quang Hòa               | Lần đầu tham dự năm 2007 | Lần đầu tham dự năm 2008  | Cuộc thi chưa tổ chức      | Cuộc thi chưa tổ chức    |
| 2002 | Nguyễn Bình Minh           | Lần đầu tham dự năm 2007 | Lần đầu tham dự năm 2008  | Cuộc thi chưa tổ chức      | Cuộc thi chưa tổ chức    |
|      | Lần đầu tham gia năm 2002  | Lần đầu tham dự năm 2007 | Lần đầu tham dự năm 2008  | Cuộc thi chưa tổ chức      | Cuộc thi chưa tổ chức    |

## 5 cuộc thi sắc đẹp nam giới quốc tế quy mô vừa

### Các nam vương qua thời gian
| Năm  | Nam vương Người mẫu Quốc tế        | Nam vương Đại sứ Hoàn vũ                   | Nam vương Hòa bình Quốc tế                 | Man of the Year                     | Man of the World                          |
| ---- | ---------------------------------- | ------------------------------------------ | ------------------------------------------ | ----------------------------------- | ----------------------------------------- |
| 2025 | TBA                                | Cuộc thi đã bị huỷ, không còn được tổ chức | TBA                                        | TBA                                 | TBA                                       |
| 2024 | Dudu Horvath Brasil                | Cuộc thi đã bị huỷ, không còn được tổ chức | TBA                                        | Kevin Mruskovic Slovakia            | Sergio Alejandro Azuaga Piñango Venezuela |
| 2023 | Không có cuộc thi                  | Cuộc thi đã bị huỷ, không còn được tổ chức | Seif Al Walid Harb Liban                   | Dereck Gimenes Brasil               | Jin Wook Kim · Hàn Quốc                   |
| 2022 | Không có cuộc thi                  | Không có cuộc thi                          | Michael Pelletier · Thụy Sĩ                | Dominik Chabr · Séc                 | Aditya Khurana · Ấn Độ                    |
| 2021 | Bryan Matos · Puerto Rico          | Không có cuộc thi                          | Fernando Ezequiel Padin · Puerto Rico      | Không có cuộc thi                   | Không có cuộc thi                         |
| 2019 | Sergio Ayala · Tây Ban Nha         | Josue Rodriguez · Cộng hòa Dominica        | Nguyễn Văn Tuân · Việt Nam                 | Hojin Lee · Hàn Quốc                | Jin Kyu Kim · (Thay thế) · Hàn Quốc       |
| 2019 | Sergio Ayala · Tây Ban Nha         | Josue Rodriguez · Cộng hòa Dominica        | Nguyễn Văn Tuân · Việt Nam                 | Hojin Lee · Hàn Quốc                | Daniel Georgiev · (Truất ngôi) · Bulgaria |
| 2018 | José Manuel Alcalde · Chile        | George Reylor De Lumen · Philippines       | Blachy Abrue Dominguez · Cộng hòa Dominica | Mooltribut Phiratthapong · Thái Lan | Cao Xuân Tài · Việt Nam                   |
| 2017 | Không có cuộc thi                  | Lương Gia Huy · Việt Nam                   | Micheal Angelo Skyllas · Úc                | Issa Janda · Philippines            | Mustafa Galal Elezali · Ai Cập            |
| 2016 | Narapat Sakunsong · Thái Lan       | Aleksa Gavrilović · Serbia                 | Cuộc thi chưa tổ chức                      | Karan Singhdole · Philippines       | Cuộc thi chưa tổ chức                     |
| 2015 | Melvin Roman · Puerto Rico         | Christian Daniel · Puerto Rico             | Cuộc thi chưa tổ chức                      | Cuộc thi chưa tổ chức               | Cuộc thi chưa tổ chức                     |
| 2014 | Victor Zanatta Fernando de Noronha | Cuộc thi chưa tổ chức                      | Cuộc thi chưa tổ chức                      | Cuộc thi chưa tổ chức               | Cuộc thi chưa tổ chức                     |
| 2013 | Willian Reach · Brasil             | Cuộc thi chưa tổ chức                      | Cuộc thi chưa tổ chức                      | Cuộc thi chưa tổ chức               | Cuộc thi chưa tổ chức                     |

### Các quốc gia có thành tích tốt nhất tại các cuộc thi
| Quốc gia/Vùng lãnh thổ | Nam vương Người mẫu Quốc tế | Nam vương Đại sứ Hoàn vũ | Nam vương Hòa bình Quốc tế | Man of the Year | Man of the World | Tổng số lần |
| ---------------------- | --------------------------- | ------------------------ | -------------------------- | --------------- | ---------------- | ----------- |
| Puerto Rico            | 2 (2021, 2015)              | 1 (2015)                 | 1 (2021)                   |                 |                  | 4           |
| Brasil                 | 2 (2013, 2024)              |                          |                            | 1 (2023)        |                  | 3           |
| Việt Nam               |                             | 1 (2017)                 | 1 (2019)                   |                 | 1 (2018)         | 3           |
| Philippines            |                             | 1 (2018)                 |                            | 2 (2016, 2017)  |                  | 3           |
| Hàn Quốc               |                             |                          |                            | 1 (2019)        | 2 (2019, 2023)   | 3           |

### Đại diện Việt Nam tại các cuộc thi
Chú thích
- : Đăng quang Nam vương Người mẫu Quốc tế
- : Đăng quang Nam vương Đại sứ Hoàn vũ
- : Đăng quang Nam vương Hòa binh Quốc tế
- : Đăng quang Man of the Year
- : Đăng quang Man of the World
- : Á vương
- : Lọt top

| Năm  | Nam vương Người mẫu Quốc tế | Nam vương Đại sứ Hoàn vũ                   | Nam vương Hòa bình Quốc tế | Man of the Year            | Man of the World          |
| ---- | --------------------------- | ------------------------------------------ | -------------------------- | -------------------------- | ------------------------- |
| 2025 | TBA                         | Cuộc thi đã bị huỷ, không còn được tổ chức | TBA                        | TBA                        | TBA                       |
| 2024 | ×                           | Cuộc thi đã bị huỷ, không còn được tổ chức | TBA                        | Vương Gia Thuận Top 20     | Đoàn Công Vinh Top 10     |
| 2023 | Không có cuộc thi           | Cuộc thi đã bị huỷ, không còn được tổ chức | Nguyễn Hoàng Tùng Top 12   | Thanh Trần Top 18          | Lâm Kim Khánh Á vương 4   |
| 2022 | Không có cuộc thi           | Cuộc thi đã bị huỷ, không còn được tổ chức | Nguyễn Vũ Linh Á vương 4   | Nguyễn Minh Khắc Á vương 1 | Nguyễn Hữu Anh Á vương 4  |
| 2019 | Chưa tham gia năm nào       | ×                                          | Nguyễn Văn Tuân Đăng quang | Trương Ngọc Minh Á vương 1 | Tạ Công Phát Top 18       |
| 2018 | Chưa tham gia năm nào       | ×                                          | Lý Cao Thiên Sơn Á vương 1 | ×                          | Cao Xuân Tài Đăng quang   |
| 2017 | Chưa tham gia năm nào       | Lương Gia Huy Đăng quang                   | Nguyễn Tiến Đạt Á vương 2  | Trần Thái Nhựt Á vương 1   | Nguyễn Hữu Long Á vương 1 |
| 2016 | Chưa tham gia năm nào       | Trương Ngọc Tình Á vương 1                 | Cuộc thi chưa tổ chức      | Trịnh Xuân Nhản Á vương 3  | Cuộc thi chưa tổ chức     |